# Alfredo Jaar
Alfred Jaar, född 1956 i Santiago de Chile, är en arkitekt och konstnär verksam i New York.

## Biografi
Jaar studerade arkitektur och filmskapande och har en examen från Instituto Chileno-Norteamericano de Cultura 1979 och Universidad de Chile, Santiago, 1981. Han emigrerade från Chile 1982, under Pinochets militärdiktatur, och har sedan dess bott och verkat i New York. Han hade sin första utställning i sitt hemland först 25 år senare, 2006, på Fundación Telefonica i Santiago de Chile. 
Jaar arbetar med arkitektur, film och installationskonst och kallar sin konst för "socio-kritiska installationer". Han har deltagit i Venedigbiennalen (1986, 2007, 2009, 2013), São Paulo-biennalen (1987, 1989, 2010, 2020) samt Documenta i Kassel (1987, 2002). Bland viktigare separatutställningar kan nämnas The New Museum of Contemporary Art, New York (1992); Whitechapel, London (1992); Museum of Contemporary Art, Chicago (1995); The Museum of Contemporary Art, Rom (2005) och Moderna Museet, Stockholm (1994). 
År 1989 ställde Jaar ut på Magasin 3 tillsammans med Ronald Jones. Jaars bidrag var tre fotoinstallationer med variationer av ett svartvitt fotografi med en mängd argentinska officerare i minskande antal, benämnt "Fading".
År 1995 gjorde han filminstallationen The Sound of Silence baserad på det Pulitzerprisbelönta fotografiet av en svältande pojke och en gam, som tagits av den sydafrikanske fotojournalisten Kevin Carter under hungersnöden i Sudan 1993. Inuti installationen visas en film som beskriver Kevin Carters fotografi och de kritiska reaktionerna den orsakade, vilket resulterade i Carters självmord. Jaars arbete undersöker centrala journalistiska frågor som rör politik och etik i bilder, information och berättelser, och åskådarens roll och ansvar i mötet med mänskligt lidande.
Han finns representerad vid Moderna museet.

## Utmärkelser
- 2020 – Hasselbladpriset med motiveringen ”Alfredo Jaar utforskar komplexa sociopolitiska teman och etiska frågor om representation. Med stillsamma och meditativa verk bemöter han de stora världshändelserna. Han vittnar om humanitära katastrofer och effekterna av militär konflikt, politisk korruption och ekonomisk ojämlikhet i hela världen. Alfredo Jaars fotografier, filmer, noggrant utarbetade installationer och samhällsbaserade projekt provocerar och stör invanda uppfattningar om verkligheten. Kärnan i Jaars arbeten är vad han kallar för bilders politik. Han ifrågasätter hur vi använder och konsumerar bilder och pekar på fotografins och medias begränsade förmåga att representera betydande händelser.”[15]